# Wiktor Iossifowitsch Lewin
Wiktor Iossifowitsch Lewin (russisch Виктор Иосифович Левин, auch Victor Levin transkribiert; * 1. Dezember 1909 in Mogiljow; † 3. November 1986 in Moskau) war ein sowjetischer Mathematiker.

## Leben und Werk

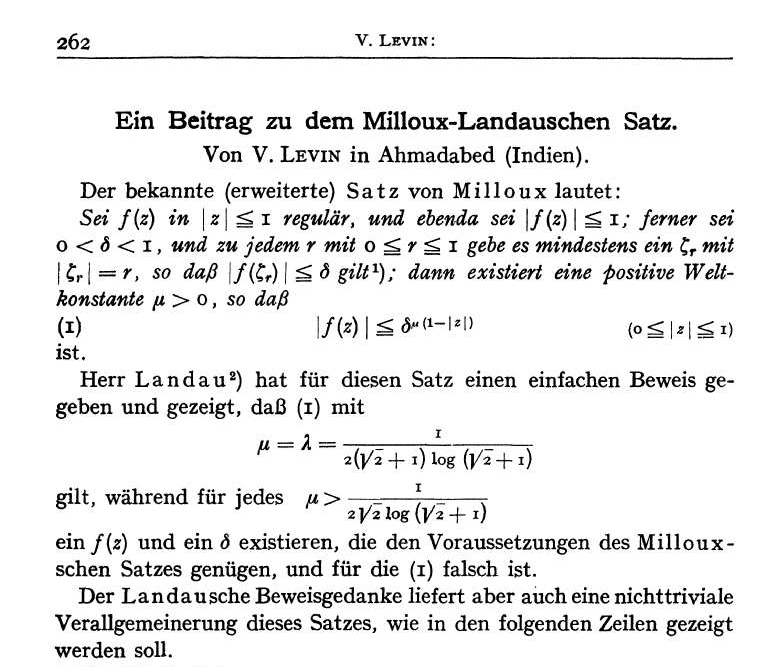
Aus: Jahresbericht der DMV 44, 262–265, 1934

Wiktor Lewins Vater war der Ingenieur Joseph (Iossif) Lewin. Die Familie zog von Mogiljow nach Moskau, wo Joseph Lewin Hochschullehrer wurde. Wiktor Lewin beendete die Schule nach der 9. Klasse in Moskau im Jahr 1925 und zog 1927 nach Berlin um, wo er 1928 das Abitur machte. Dort studierte er an der technischen Hochschule zuerst Schiffsbau und Bauingenieurwesen, ab 1929/30 Mathematik und Physik (Diplom 1932, Promotion 1933 bei Georg Hamel und Rothe).
1933 emigrierte Lewin nach Großbritannien, um bei G. H. Hardy zu studieren, dann 1934 nach Ahmedabad (Britisch-Indien), kehrte jedoch 1936 nach Berlin und 1938 in die Sowjetunion zurück. Dort wurde er Dozent am Moskauer Energetischem Institut und wirkte dort nach der Habilitation im Jahr 1939 als Professor.
Danach unterrichtete er am Moskauer staatlichen Luftfahrtinstitut, am Moskauer staatlichen Institut für Stahl und Legierungen und ab 1962 an der staatlichen pädagogischen Universität.
Er schrieb mehrere Lehrbücher über Analysis und mathematische Physik und übersetzte englischsprachige Lehrbücher ins Russische (z. B. Inequalities von Hardy, Polya und Littlewood).
Lewin war Autor von ungefähr 40 wissenschaftlichen Artikeln. Ein auf Russisch publiziertes Ergebnis aus dem Jahr 1938 wurde 1984 wiederentdeckt und wird heute Levin-Cochran-Lee-Ungleichung genannt.

## Schriften
- Über die Koeffizientensummen einiger Klassen von Potenzreihen, Math. Zeitschrift 38, 565–590, 1934 (Doktorarbeit, online)